# Castelo Kinnairdy

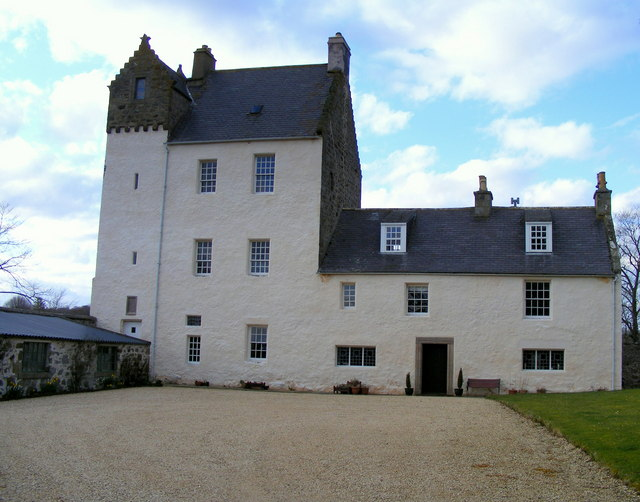
Castelo Kinnairdy

O Castelo Kinnairdy (em inglês:  Kinnairdy Castle) é um castelo do século XVI localizado em Marnoch, Aberdeenshire, Escócia.

## História
As terras do castelo ficaram na posse do Clã Innes no final do século XIV.
Esta estrutura foi primeiro um castelo motte and bailey. A segunda etapa de edificação consistiu na construção de uma torre de seis andares de teto plano, que foi erigida cerca do ano 1420. Em 1725, os dois últimos andares foram removidos.
Por cima de uma porta do lado este, existe a data de renovação '1935'. O castelo possui um pombal que foi restaurado em 1985 do século XVII ou XVIII, que se encontra-se classificado na categoria "B" do "listed building" desde 15 de fevereiro de 1982.
O castelo encontra-se classificado na categoria "B" do "listed building" desde 16 de abril de 1971.